# Lijst van amateurrelaiszenders in Nederland
Deze lijst van amateurrelaiszenders in Nederland is een opsomming van de relaiszenders (ook wel aangeduid met het Engelse woord repeaters) die in Nederland worden beheerd voor en door radioamateurs. Het is een overzicht van relais op amateurfrequenties waarvoor door de Rijksinspectie Digitale Infrastructuur toestemming is verleend.
Voor de komst van C2000 waren relaiszenders in Nederland heel gebruikelijk in de mobilofoonnetten van de hulpdiensten. Tegenwoordig worden ze voornamelijk nog gebruikt door radioamateurs.
Het plaatsen van relaiszenders vereist planning, dit gebeurt meestal volgens een vast raster waarin de stads, regionale en bovenregionale omzetters rekening mee dienen te houden om onbedoeld gebruik te voorkomen. Om uit te sluiten dat bij bepaalde atmosferische omstandigheden radioverkeer dat bedoeld is voor een ander relaisstation op dezelfde frequentie onbedoeld wordt heruitgezonden wordt voor nieuwe relais dan ook verplicht gesteld dat hier de CTCSS-toon voor wordt gebruikt.
FM-relaisstations zijn doorgaans onbemande stations die ingericht zijn voor het doorzenden van signalen die door andere (bemande) stations zijn uitgezonden.
Met de "uitgang" van het relais wordt de frequentie in megahertz waarop het relais uitzendt bedoeld. Het audiosignaal dat door de ontvanger van het relais (op de "ingang") wordt ontvangen, wordt door de zender opnieuw gemoduleerd en uitgezonden. De opstelplaats van het relais wordt met de locatorcoördinaten aangegeven. Indien een sub-audiotoon (CTCSS) nodig is om het relais te gebruiken of gevoeliger te maken, is die toon ook in de lijst opgenomen.
Behalve voor analoge FM zijn er ook repeaters actief voor DMR, voor D-STAR en voor zowel FM als C4FM via Yaesu System Fusion.

## 2 m FM-relais
| Roepletters | Plaats         | Uitgang (MHz) | Ingang (MHz) | QTH locator | CTCSS (Hz) | Echolink / IRLP | Linked with |
| ----------- | -------------- | ------------- | ------------ | ----------- | ---------- | --------------- | ----------- |
| PI3UTR      | bovenregionaal | 145,5750      | 144,9750     | -           | 77,0       | 6824            |             |
| PI3ALK      | Alkmaar        | 145,6000      | 145,0000     | JO22IP      | 88,5       | -               |             |
| PI3ZVL      | Westdorpe      | 145,6000      | 145,0000     | JO11VI      | -          | 873342          |             |
| PI3SRT      | Venlo          | 145,6000      | 145,0000     | JO31BH      | 71,9       | -               |             |
| PI3NOG      | Appingedam     | 145,6125      | 145,0125     | JO32KH      | 82,5       | -               |             |
| PI2AMF      | Amersfoort     | 145,6250      | 145,0250     | JO22QD      | -          | -               |             |
| PI3BOZ      | Bergen op Zoom | 145,6250      | 145,0250     | JO21DL      | 88,5       | 145625          | PI3GOE      |
| PI3ZOD      | Emmen          | 145,6250      | 145,0250     | JO32KX      | 1750       | -               |             |
| PI3BRD      | Breda          | 145,6500      | 145,0500     | JO21JO      | 71,9       | 6648            |             |
| PI3MEP      | Meppel         | 145,6500      | 145,0500     | JO32CQ      | 82,5       | -               |             |
| PI3RTD      | Rotterdam      | 145,6750      | 145,0750     | JO21FV      | 88,5       | -               |             |
| PI3NOV      | 't Harde       | 145,6750      | 145,0750     | JO22VJ      | 77,0       | -               |             |
| PI3DTC      | Doetinchem     | 145,7000      | 145,1000     | JO31DW      | 77,0       | -               |             |
| PI3EHV      | Eindhoven      | 145,7000      | 145,1000     | JO21RJ      | 71,9       | 145700          |             |
| PI3HVN      | Heerenveen     | 145,7000      | 145,1000     | JO22WW      | 82,5       | -               |             |
| PI3ZAZ      | Assendelft     | 145,7125      | 145,1125     | JO22IL      | 88,5       | -               |             |
| PI3APD      | Apeldoorn      | 145,7250      | 145,1250     | JO22XF      | 77,0       | -               |             |
| PI3ZLB      | Hulsberg       | 145,7250      | 145,1250     | JO20WV      | 71,9       | -               |             |
| PI3GRN      | Groningen      | 145,7500      | 145,1500     | JO33FF      | 82,5       | -               |             |
| PI2NMG      | Nijmegen       | 145,7500      | 145,1500     | JO21WT      | -          | -               |             |
| PI3RAZ      | Zoetermeer     | 145,7500      | 145,1500     | JO22FB      | 88,5       | 337166          |             |
| PI3GOE      | Goes           | 145,7750      | 145,1750     | JO11WM      | 88,5       | 422773          | PI3BOZ      |
| PI3ASD      | Amsterdam      | 145,7875      | 145,1875     | JO22KI      | 110,9      | -               |             |

## 70 cm FM-relais
| Roepletters | Plaats               | Uitgang (MHz) | Ingang (MHz) | QTH locator | CTCSS (Hz)   | Echolink / IRLP / Allstar            |
| ----------- | -------------------- | ------------- | ------------ | ----------- | ------------ | ------------------------------------ |
| PI2GOR      | Gorinchem            | 430,0125      | 431,6125     | JO21JO      | 88,5         | -                                    |
| PI3HVN      | Heerenveen           | 430,0250      | 431,6250     | JO22VX      | 82,5         | 607585                               |
| PI2ANH      | Oosterbeek           | 430,0500      | 431,6500     | JO21WX      | 77,0         | 611922                               |
| PI2ASN      | Assen                | 430,0500      | 431,6500     | JO32GX      | -            | -                                    |
| PI2NWK      | Noordwijk            | 430,0500      | 431,6500     | JO22FG      | 88,5         | -                                    |
| PI2ZST      | Zeist                | 430,0750      | 431,6750     | JO22OC      | -            | -                                    |
| PI1DFT      | Delft                | 430,0875      | 431,6875     | JO22EA      | 88,5         | -                                    |
| PI2EHV      | Eindhoven            | 430,1000      | 431,7000     | JO21QK      | 71,9         | 430100 / IRLP 8600                   |
| PI2NOS      | Landelijk            | 430,1250      | 431,7250     | -           | 77,0         | 430125                               |
| PI2APD      | Apeldoorn            | 430,1500      | 431,7500     | JO22XF      | -            | -                                    |
| PI1GRB      | Groesbeek            | 430,1625      | 431,7625     | JO21WS      | 77,0         | -                                    |
| PI2KMP      | Kampen               | 430,1750      | 431,7750     | JO22XN      | 77,0         | 30175                                |
| PI2SHB      | 's-Hertogenbosch     | 430,1750      | 431,7750     | JO21PR      | 71,9         | 579353                               |
| PI2NLB      | Heijen               | 430,2000      | 431,8000     | JO21XQ      | 71,9         | 775047                               |
| PI2SWK      | Gouda                | 430,2250      | 431,8250     | JO22IA      | 88,5         | 669316                               |
| PI2AMF      | Amersfoort           | 430,2500      | 431,8500     | JO22QD      | 77,0         | -                                    |
| PI2HLM      | Haarlem              | 430,2500      | 431,8500     | JO22IJ      | 88,5         | -                                    |
| PI2NON      | Noord-Oost Nederland | 430,2750      | 431,8750     | -           | -            | -                                    |
| PI2KAR      | Bladel               | 430,2875      | 437,8875     | JO21OI      | 71,9         | -                                    |
| PI2RTD      | Rotterdam            | 430,3000      | 431,9000     | JO21FV      | 88,5         | -                                    |
| PI2NMG      | Nijmegen             | 430,3125      | 431,9125     | JO21WT      | 77,0         | -                                    |
| PI2NOG      | Delfzijl             | 430,3250      | 431,9250     | JO33KI      | 82,5         | -                                    |
| PI2HGL      | Den Haag             | 430,3500      | 431,9500     | JO22DB      | -            | -                                    |
| PI2VNR      | Venray               | 430,3500      | 431,9500     | JO21XM      | 71,9         | -                                    |
| PI1DEC      | Dordrecht            | 430,3625      | 431,9625     | JO21IT      | -            | -                                    |
| PI2ALK      | Alkmaar              | 430,3750      | 431,9750     | JO22IP      | 88,5 of 1750 | -                                    |
| PI2HVS      | Hilversum            | 438,1375      | 430,5375     | JO22NF      | 77,0         | -                                    |
| PI2BOZ      | Bergen op Zoom       | 438,2750      | 430,6750     | JO21DL      | 88,5         | 430025                               |
| PI3VLI      | Vlissingen           | 438,4375      | 430,8375     | JO11SL      | 88,5         | -                                    |
| PD3LKN      | Amsterdam            | 438,7375      | 431,1375     | JO22OI      | 110,9        | CTCSS ENC. ONLY to open the receiver |
| PI1DAR      | geen vaste locatie   | 438,5500      | 430,9500     | -           | 85,4         | DARES                                |

## 23 cm FM-relais
| Roepletters | Plaats     | Uitgang (MHz) | Ingang (MHz) | QTH locator | CTCSS (Hz)   | Echolink / IRLP |
| ----------- | ---------- | ------------- | ------------ | ----------- | ------------ | --------------- |
| PI6ASD      | Amsterdam  | 1296,6375     | 432,5375     | JO22KJ      | Beacon       | -               |
| PI6HGL      | Den Haag   | 1298,2000     | 1270,2000    | JO22EC      | 88,5 of 1750 | -               |
| PI6SHB      | Rosmalen   | 1242,3500     | 1270,3500    | JO21QQ      | 71,9         | -               |
| PI1NOS      | Hilversum  | 1298,3750     | 1270,3750    | JO22OF      | -            | -               |
| PI6EHN      | Eindhoven  | 1298,4000     | 1270,4000    | JO21QK      | 71,9         | IRLP 8620       |
| PI6NOG      | Delfzijl   | 1298,4250     | 1270,4250    | JO33KI      | 82,5         | -               |
| PI6AMF      | Amersfoort | 1298,5000     | 1270,5000    | JO22QD      | -            | -               |
| PI6ASN      | Assen      | 1298,5750     | 1270,5750    | JO33GA      | -            | -               |
| PI6RTD      | Rotterdam  | 1298,6250     | 1270,6250    | JO21FV      | 88,5         | -               |
| PI6HVN      | Heerenveen | 1298,7000     | 1270,7000    | JO32WW      | -            | -               |

## 10 m FM-relais
| Roepletters | Plaats  | Uitgang (MHz) | Ingang (MHz) | QTH locator | CTCSS (Hz) | Echolink |
| ----------- | ------- | ------------- | ------------ | ----------- | ---------- | -------- |
| PI6NLT      | Farmsum | 29,640        | 29,540       | JO33LH      | 82,5       | -        |

## DMR-relais
| Roepletters | Plaats      | Uitgang (MHz) | Ingang (MHz) | QTH locator | ID     | CC | Type    |
| ----------- | ----------- | ------------- | ------------ | ----------- | ------ | -- | ------- |
| PI1GRB      | Groesbeek   | 145,7125      | 145,1125     | JO21WS      | 204660 | 2  | BM      |
| PI2BRD      | Breda       | 430,3250      | 431,9250     | JO21JO      | 204510 | 1  | BM      |
| PI2VLI      | Vlissingen  | 438,0375      | 430,4375     | JO11SL      | 204404 | 1  | BM      |
| PI1NLB      | Gennep      | 438,0250      | 430,4250     | JO21XQ      | 204403 | 1  | BM      |
| PI1NOG      | Delfzijl    | 438,1500      | 430,5500     | JO33KI      | 204800 | 1  | OpenDMR |
| PI1ZLB      | Maastricht  | 438,1500      | 430,5500     | JO20TU      | 204402 | 3  | BM      |
| PI1UTR      | IJsselstein | 438,3500      | 430,7500     | JO22MA      | 204300 | 1  | BM      |

## D-STAR-relais en hotspots
| Roepletters | Plaats         | Uitgang (MHz) | Ingang (MHz) | QTH locator |
| ----------- | -------------- | ------------- | ------------ | ----------- |
| PI1DHR      | Den Helder     | 438.2625      | 430,6625     | JO22JW      |
| PI1KAR      | Bladel         | 144,9250      | 144,9250     | JO21OI      |
| PI1YMD      | IJmuiden       | 144,9500      | 144,9500     | JO22HL      |
| PI1GLP      | Geldrop        | 144,9625      | 144,9625     | JO21SK      |
| PI1CJP      | Blaricum       | 430,8500      | 430,8500     | JO22PG      |
| PI3BOZ      | Bergen op Zoom | 438,1250      | 430,5250     | JO21DL      |
| PI1MEP      | Meppel         | 438,1250      | 430,5250     | JO32CP      |
| PI1HGD      | Den Haag       | 438,2500      | 430,6500     | JO22EC      |
| PI2DRV      | Mijdrecht      | 438,2750      | 430.6750     | JO22KE      |
| PI1GRL      | Groenlo        | 438,3250      | 430,7250     | JO32HA      |
| PI1SNK      | Sneek          | 438,3250      | 430,7250     | JO23TA      |
| PI1DSE      | Eindhoven      | 430,8000      | 438,4000     | JO21SK      |
| PI1UTR      | Ijsselstein    | 438,0750      | 430.4750     | JO22MA      |
| PI1SNK      | Sneek          | 1298,100      | 1270,100     | JO23TA      |
| PI6DRV      | Mijdrecht      | 1298,275      | 1270,275     | JO22KE      |

## System Fusion 70cm/2m - C4FM/FM-relais
| Roepletters | Plaats      | Uitgang (MHz) | Ingang (MHz) | Modulatie | CTCSS (Hz) | WIRES-X |
| ----------- | ----------- | ------------- | ------------ | --------- | ---------- | ------- |
| PI1DFT      | Delft       | 438,0250      | 430,4250     | C4FM/FM   | 88,5       | +       |
| PI1UTR      | IJsselstein | 438,4250      | 430,8250     | C4FM/FM   | 77,0       | +       |
| PI1SNK      | Sneek       | 438,4375      | 430,8375     | C4FM      | -          | YSF-RPT |
| PI1NOS      | Hilversum   | 438,4750      | 430,8750     | C4FM/FM   | 88,5       | +       |

Let op: CTCSS is alleen van toepassing in analoge modus.

## TETRA
Er zijn in Nederland voor amateurgebruik zes Tetra-repeaters actief (waarvan twee in Arnhem als PI1ANH).
| Roepletters | Locatie               | Ingang (MHz) | Shift   | Shift slot |
| ----------- | --------------------- | ------------ | ------- | ---------- |
| PI1ANH      | Arnhem-Zuid           | 431,21250    | 7 MHz   | 1          |
| PI1ANH      | Arnhem                | 430,6750     | 0       | n.v.t.     |
| PI1KAN      | Nijmegen              | 430,9250     | 0       | n.v.t.     |
| PI1PTN      | Putten                | 438,450      | 0       | n.v.t.     |
| PE2KMV-L    | Zuid-Limburg          | 430,9250     | 0       | n.v.t.     |
| PI6ZTM      | Den Haag Bezuidenhout | 430,8500     | 7,6 MHz | 7          |

## Packetradio nodes en mailboxen/dx clusters 70cm/2m
| Roepletters | Plaats        | Uitgang (MHz) | Ingang (MHz) | Snelheid | Applicaties         |
| ----------- | ------------- | ------------- | ------------ | -------- | ------------------- |
| PI1ZTM      | Zoetermeer ZH | 144,925       | 144,925      | 1K2      | Net/Rom node        |
| PI1ZTM      | Zoetermeer ZH | 430,9125      | 430,9125     | 1K2/9K6  | Net/Rom node        |
| PI8ZTM      | Zoetermeer ZH | 144,925       | 144,925      | 1K2      | BBS/DX/Winlink/Chat |
| PI8ZTM      | Zoetermeer ZH | 430,9125      | 430,9125     | 1K2/9K6  | BBS/DX/Winlink/Chat |